# Normatywne pojęcie człowieka

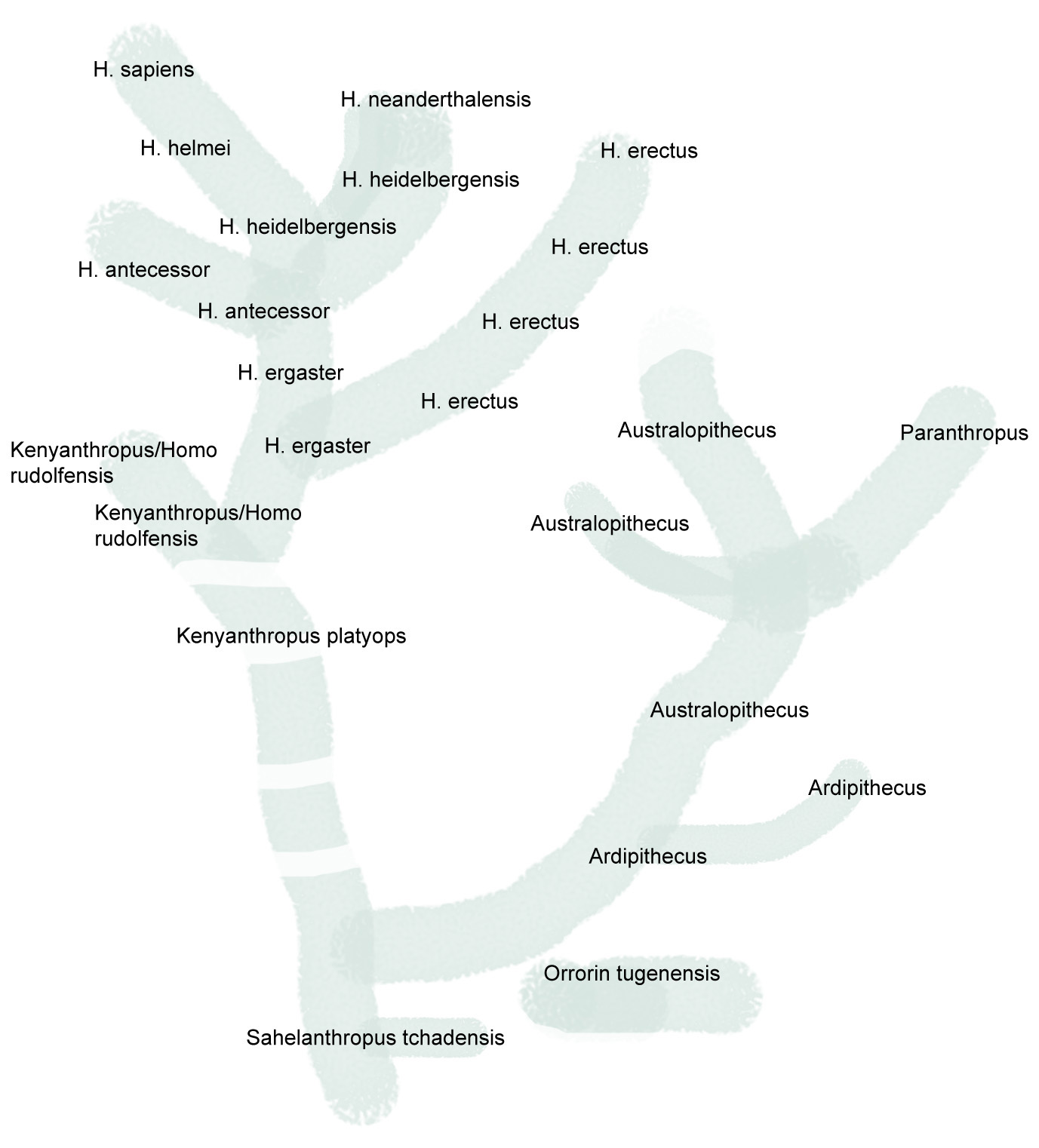
Opisowe pojęcie człowieka uznaje go za takson ssaków z rzędu naczelnych

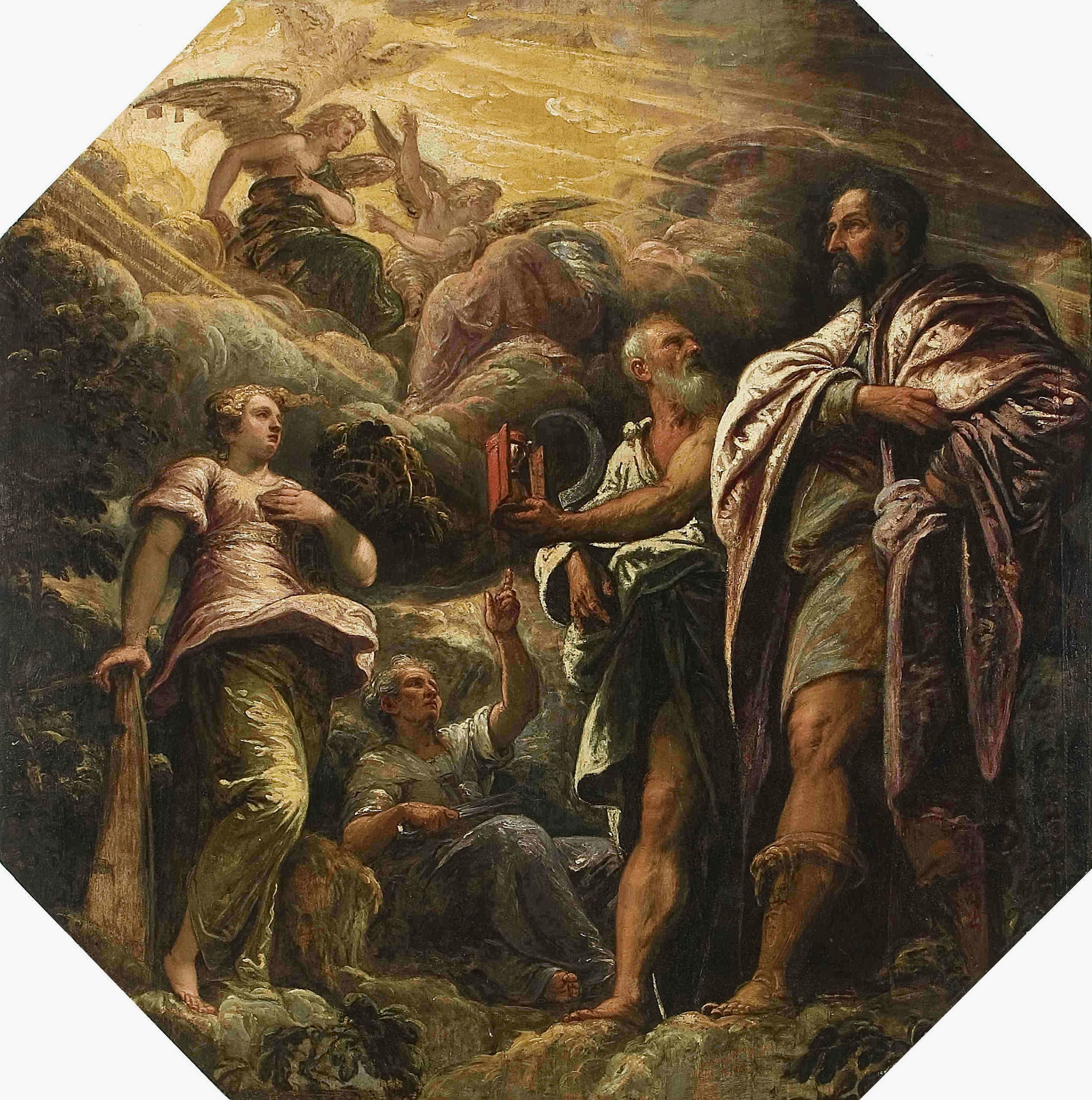
Pojęcie wartościujące człowieka zwraca uwagę na jego moralność, człowieczeństwo (na zdjęciu powyżej alegoria moralności)

Normatywne pojęcie człowieka, wartościujące pojęcie człowieka – jedno z dwóch znaczeń słowa „człowiek” przeciwstawianych sobie w bioetyce, używane w dyskursie na temat początków życia ludzkiego. Drugim znaczeniem jest opisowe (deskryptywne) pojęcie człowieka.
Potrzeba rozróżnienia pomiędzy tymi dwoma znaczeniami słowa „człowiek” wynikła z różnic w jego użyciu. Nauki przyrodnicze, jak biologia, zazwyczaj używają słowa człowiek w znaczeniu opisowym. Szewczyk wiąże go z gatunkiem Homo sapiens. Nazwanie kogoś człowiekiem w tym znaczeniu oznacza, że uznaje się jego przynależność do wymienionego konkretnego gatunku zwierząt. Biologia nie zajmuje się kwestiami moralnymi, opisuje świat bez wartościowania go, nie przypisuje stwierdzanym faktom żadnego znaczenia moralnego. Oznacza to, że nazwanie kogoś człowiekiem w tym znaczeniu stwierdza jedynie, czy dany osobnik należy do tego, czy innego taksonu, nie oceniając w ogóle tego faktu i nie wiążąc go z żadnymi kwestiami moralnymi.
Jednakże słowo „człowiek” używane jest także poza naukami przyrodniczymi. Mówi się o prawach człowieka, jego moralności, człowieczeństwie, o osobie ludzkiej. Używając słowa „człowiek” w rozmowach na ten temat, zazwyczaj nie wiąże się go z przynależnością do gatunku H. sapiens albo jakiegoś innego taksonu biologicznego. Nazywając kogoś człowiekiem, stwierdza się w tym kontekście jego przynależność do pewnej wspólnoty moralnej, uznaje się go za osobę, czyli kogoś o wyróżnionym statusie moralnym. Te osoby tworzą właśnie wspólnotę moralną. Nazywając kogoś człowiekiem w tym znaczeniu, mówi się o jego człowieczeństwie. Jest to znaczenie omawianego terminu inne niż poprzednie, używane w naukach przyrodniczych. Określa się je normatywnym pojęciem człowieka albo wartościującym pojęciem człowieka. O ile w aspekcie biologicznym słyszy się niekiedy o „osobach genetycznych” czy „osobach biologicznych”, tutaj chodzi o „osoby moralne”. Istnieje jeszcze pojęcie „osoby konstytucyjnej”, czyli osoby dysponującej pełnią praw przewidzianych stanowionym prawem.
Moralnością ludzką zajmują się takie dziedziny wiedzy, jak teologia czy etyka normatywna. Ta ostatnia opiera się po części na innych odłamach filozofii, głównie zaś na antropologii filozoficznej. Jednak w przypadku konkretnych rozwiązań normatywnych nauka ta zmuszona jest korzystać z dyscyplin szczegółowych, z nauk przyrodniczych, dostarczających argumentów za jednymi i przeciwko innym rozwiązaniom rozpatrywanych przez etykę problemów. Rozróżnienie na opisowe i wartościujące pojęcie człowieka używane jest między innymi w bioetyce. Służąca jej nauka szczegółowa dostarcza bowiem wiedzy, w której rozpatruje człowieka jedynie w sposób opisowy. Kazimierz Szewczyk podaje tutaj następujący przykład zdania „Nauka udowodniła (...), że życie człowieka zaczyna się z chwilą zapłodnienia komórki jajowej”. Zdanie to znaczy jedynie, że wraz z zapłodnieniem rozpoczyna się życie nowego osobnika zaliczanego do wymienionego taksonu (H. sapiens) i w takim znaczeniu używane jest w naukach szczegółowych. Natomiast pogląd, jakoby nauki te udowodniły, iż z zapłodnieniem rozpoczyna się istnienie nowej osoby, bytu o wyróżnionym statusie moralnym i dysponującym prawami przysługującymi wszystkim osobom ludzkim, nie jest prawdą (chodzi jedynie o to, że pogląd taki nie wynika z nauk szczegółowych, a nie o jego prawdziwość czy fałszywość; kwestia, czy nowemu organizmowi ludzkiemu od chwili poczęcia przysługują prawa człowieka, jest przedmiotem odrębnej dyskusji).